# Alltingsvalet i Island 2009
Alltingsvalet 2009 är ett parlamentsval som hölls på Island 25 april 2009. Valet resulterade i att sittande statsministern Jóhanna Sigurðardóttir kunde bilda majoritetsregering efter att ha regerat två månader i minoritet.

## Partier
Sju partier ställer upp i valet och Alltingets 63 mandat.
- Samfylkingin
- Vinstrihreyfingin – grænt framboð
- Sjálfstæðisflokkurinn
- Framsóknarflokkurinn
- Frjalslyndi flokkurinn
- Borgarahreyfingin
- Lýðræðishreyfingin

## Resultat
| Partier | Partier                                                       | Röster  | %    | Mandat | +/– |
| --- | ------------------------------------------------------------- | ------- | ---- | ------ | --- |
| | Enhetsfronten (Samfylkingin)                                  | 55 758  | 29,8 | 20     | +2  |
| | Självständighetspartiet (Sjálfstæðisflokkurinn)               | 44 369  | 23,7 | 16     | –9  |
| | Vänsterpartiet – de gröna (Vinstrihreyfingin - grænt framboð) | 40 580  | 21,7 | 14     | +5  |
| | Framstegspartiet (Framsóknarflokkurinn)                       | 27 699  | 14,8 | 9      | +2  |
| | Borgarahreyfingin                                             | 13 519  | 7,2  | 4      | +4  |
| | Liberala Partiet (Frjálslyndi flokkurinn)                     | 4 148   | 2,2  | 0      | –4  |
| | Lýðræðishreyfingin                                            | 1 107   | 0,6  | 0      | –   |
| Totalt | Totalt                                                        | 187 180 | 100  | 63     |     |
| Blanka röster: 6 226 (3,2%), ogiltiga röster: 528 (0,3%), valdeltagande: 85,1%. Källa: http://mbl.is/mm/frettir/kosningar/ |                                                               |         |      |        |     |